# Gabriela Sobral
Gabriela Sobral (Belém, 1990) é uma jornalista paraense, escritora e gestora de projetos na área do patrimônio cultural. Em 2023, recebeu a Medalha Benedito Monteiro, da Câmara Municipal de Belém.

## Carreira
Gabriela Sobral Marques Feitosa nasceu em Belém, passou parte de sua infância em Soure, formou-se em jornalismo na cidade de Brasília, e concluiu o mestrado profissional em Preservação do Patrimônio Cultural pelo IPHAN. Sua atuação literária iniciou com a criação do clube "Leia Mulheres" (que começou em São Paulo e depois foi realizado em Belém) e do projeto “Imaginárias – Um encontro entre narrativas imagéticas e literárias – com referência no trabalho de escritoras”, na Ilha do Marajó.

### Imaginárias
O projeto “Imaginárias – Um encontro entre narrativas imagéticas e literárias – com referência no trabalho de escritoras” foi realizado em 2016, no município de Soure, na Ilha do Marajó, e foi contemplado com o Prêmio de "Experimentação, Pesquisa e Difusão Artística", da Fundação Cultural do Pará.
O projeto consistiu em oficinas literárias com crianças e adolescentes para a construção de narrativas baseadas nas experiências das participantes, e também no espaço geográfico e na paisagem cultural de Soure. Como aponta Gabriela,

Soure é um lugar que essa paisagem fala muito, visualmente, culturalmente, e até mesmo no imaginário. Essa paisagem imaginária, que não está no real imediato, mas sim no contato com a árvore, na praia, na natureza, é muito presente por meio das lendas, das histórias mitológicas que ali se encontram, por isso escolhi trabalhar esse conceito. A escrita nascia dessa observação da paisagem cultural do município de Soure

## Obra
- 2017 - Caranguejo (poemas),[10][11]
- 2021 - Águas d’ilê (coletânea literária).[12]

## Reconhecimento
- 2016 - Prêmio de "Experimentação, Pesquisa e Difusão Artística", da Fundação Cultural do Pará, pelo projeto “Imaginárias – Um encontro entre narrativas imagéticas e literárias – com referência no trabalho de escritoras”,[3]
- 2020 - Edital "Arte Como Respiro", do Instituto Itaú Cultural, na categoria Literatura,[6][10]
- 2023 - Medalha Benedito Monteiro, da Câmara Municipal de Belém.[2]